# Cast
Cast är en kommun i departementet Finistère i regionen Bretagne i västra Frankrike. Kommunen ligger i kantonen Châteaulin som tillhör arrondissementet Châteaulin. År 2022 hade Cast 1 557 invånare.

## Befolkningsutveckling
Antalet invånare i kommunen Cast
Referens:INSEE